# Operațiunea Tidal Wave

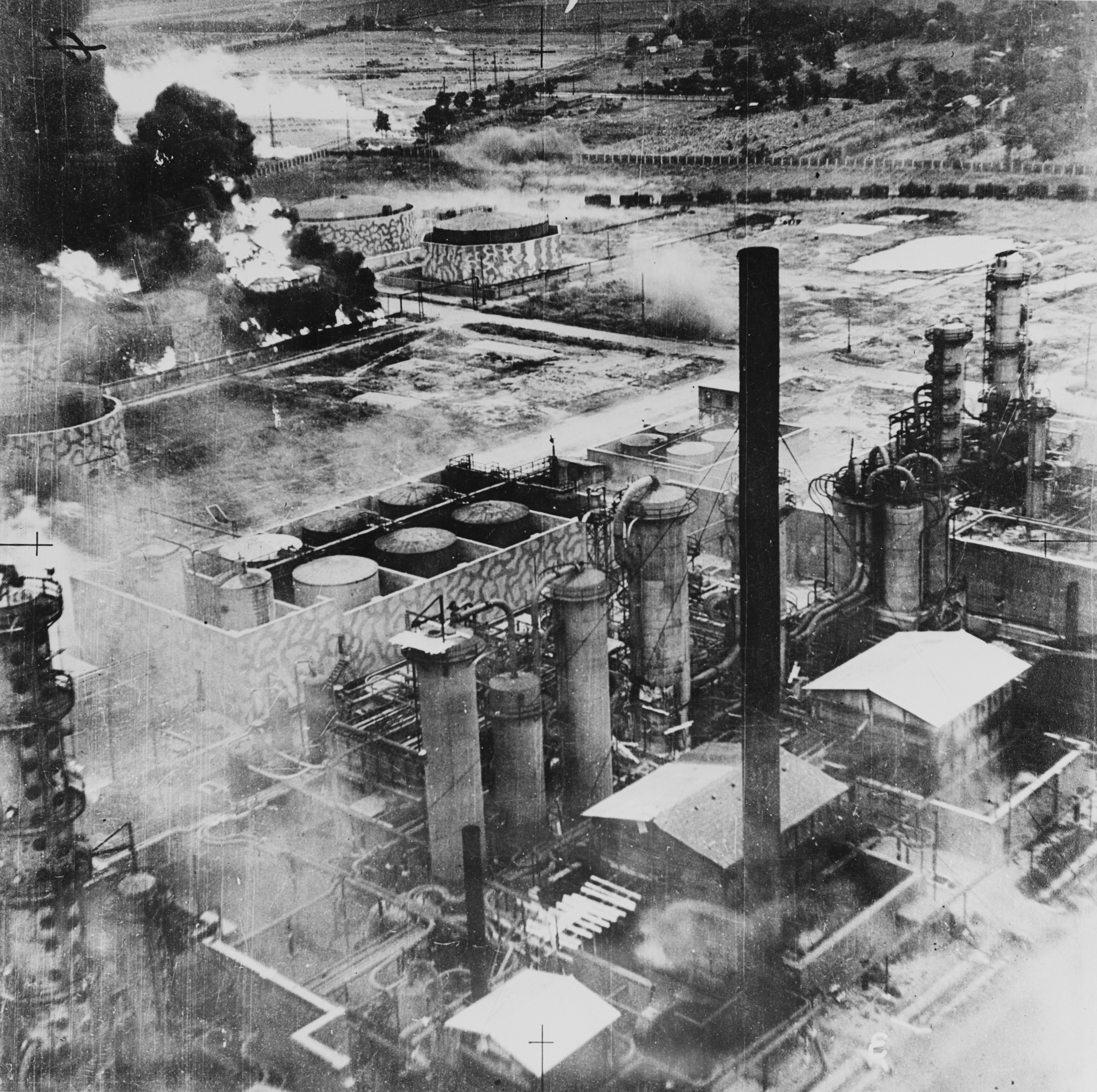
Fotografie luată de pe unul din bombardierele de mică altitudine, aratând instalațiile petroliere de la Ploiești în flăcări după ce au fost bombardate

Operațiunea Tidal Wave a fost un bombardament aerian al Statelor Unite asupra rafinăriilor de petrol din Ploiești, România, la 1 august 1943. În misiune au zburat 177 bombardiere grele B-24 Liberator pornind de la Benghazi, Libia, care au atacat rafinăriile de la altitudine joasă cu pierderea a 53 de avioane, 44 în fața anti-aerienei române și germane, 440 de soldați americani au fost uciși în luptă, iar 220 au fost capturați. Rezultatul bombardamentului a fost "nicio reducere a producției de petrol înregistrată", deci, misiunea a eșuat. Cinci piloți au primit Medalia de Onoare, trei postum, cele mai multe medalii decernate vreodată pentru o singură misiune de către Forțele Aeriene Americane.
Aceasta misiune a fost cea mai mare pierdere înregistrată vreodată de aviația Statelor Unite ale Americii într-o singură misiune, și una dintre cele mai costisitoare misiuni din istoria aviației Statelor Unite ale Americii, mai târziu americanii numind această zi „ Duminică Neagră”, iar Ploieștiul devine cunoscut între aviatorii americani drept "cimitirul bombardierelor".

## Pregătire
În vara anului 1943, Înaltul Comandament al Statelor Unite ale Americii a desemnat „44 / Forty fourth/ Bombardament Group”, sub comanda Generalului Leon W. Johnson, să organizeze și să îndeplinească distrugerea rafinăriilor din Ploiești.
Zona din Ploiești a fost filmată în prealabil de avioane de spionaj, iar obiectivele ce urmau sa fie distruse erau marcate.
În urma marilor pierderi suferite în bombardarea Germaniei, majoritatea piloților erau demotivați și pentru a-i destinde armata l-a trimis special din Hollywood pe Tex McCrary.
Astfel Tex McCrary, a zburat în mod special și a realizat un „show” pentru relaxarea piloților ce urmau sa plece în misiunea respectivă. S-a prezentat și un film care începea cu o femeie goală, iar Tex anunța că vor avea de a face cu o țintă asemenea unei fecioare virgine, deoarece Ploieștiul nu a fost niciodată bombardat. 
Alte zvonuri includeau și faptul că apărarea antiaeriana română nu este în cea mai bună formă dat fiind lunga campanie din Rusia. Se dădea și exemplul unui aeroport din Italia, unde în timpul unui raid adăposturile erau pline de servanții tunurilor antiaeriene, astfel încât populația nu avea unde sa se mai adăpostească. Pe film apărarea arăta bine, dar se menționa să nu se uite faptul că piesele de artilerie antiaeriană erau manevrate de români sătui de război.